# Château d'Ampoigné
 (novembre 2023).
Si vous disposez d'ouvrages ou d'articles de référence ou si vous connaissez des sites web de qualité traitant du thème abordé ici, merci de compléter l'article en donnant les références utiles à sa vérifiabilité et en les liant à la section « Notes et références ».
Le château d'Ampoigné, également nommé château de la Cour, est un monument situé à l'entrée de la commune d'Ampoigné, dans le département français de la Mayenne, à quelques pas à l'est de l'église paroissiale. Tout comme la localité à laquelle il appartient, il a conservé le nom de ses premiers seigneurs, issus d'une famille de chevalerie qui avait pour armoiries d'argent fretté de gueules de six pièces.

## Architecture

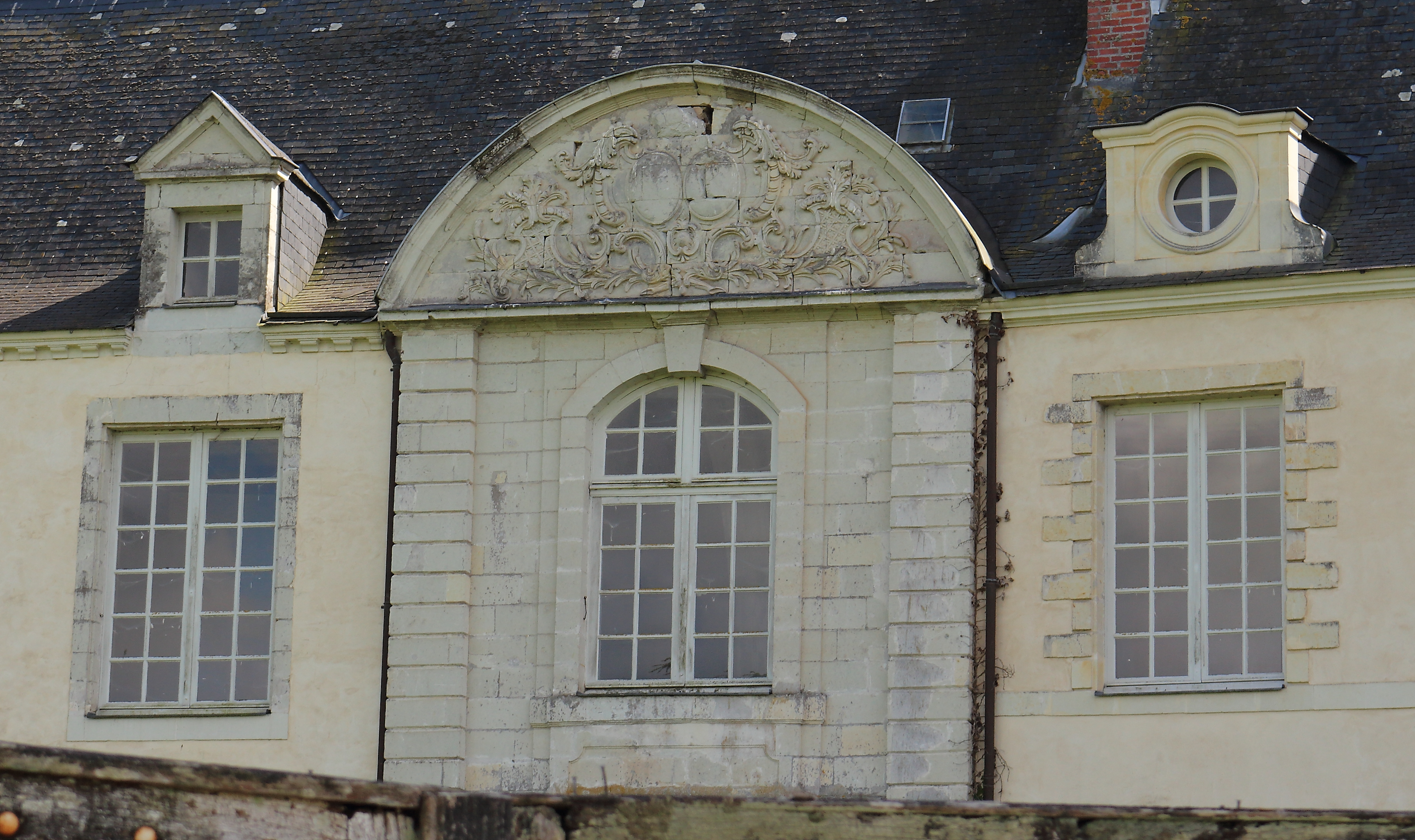
Décor du pavillon reliant les deux ailes du logis.

La famille d'Héliand fait construire au début du XVIIe siècle un château sur un emplacement fortifié dès le XIIIe siècle. Ce château qui possède un pavillon, est agrandi par la construction d'un logis indépendant au XVIIIe siècle. Les deux parties ont été inscrites au titre des monuments historiques le 26 janvier 1987.

## Seigneurs et propriétaires
```
Il ne s'agit pas d'une généalogie, mais d'une liste des Seigneurs et propriétaires du Château d'Ampoigné. 
```

### Famille d'Ampoigné
Ils ont possédé la terre et porté le nom d'Ampoigné du XIe siècle jusqu'au milieu du XIIIe siècle. Ses armes étaient d'argent fretté de gueules de 6 pièces.
Le fief d'Ampoigné - que l'on a quelquefois qualifié de châtellenie - devait foi et hommage lige à Château-Gontier. Son seigneur était tenu d'effectuer quarante jours de garde à la porte Saint-Rémy de Château-Gontier, pour lui et ses étagers de la terre d'Ampoigné, et de se tenir en ville avec son épouse, sa famille et ses hommes suffisamment appareillés. Ils avaient aussi l'honneur et... la charge de demander des hommes au seigneur du Verger pour faire les dites gardes.
- Alleaume d'Ampoigné est témoin vers 1080 d'un don fait aux religieuses de l'abbaye du Ronceray d'Angers dans la ville de  Château-Gontier.
- Hugues d'Ampoigné, aussi témoin d'un accord entre l'aumônier de Château-Gontier et l'abbé de Saint-Nicolas d'Angers, 1120, remit quelques années plus tard aux religieux de la Roë la rente qu'ils lui devaient sur le fief de Renaud de Montfanter.
- Thibault d'Ampoigné assiste à la concession d'une dîme en Livré, accordée au XIIe siècle à l'abbaye de la Roë.
- Philippe d'Ampoigné, curé de Segré, vivait en 1227.
- Guillaume d'Ampoigné, qui le 15 décembre 1470 déclare à la montre de l'arrière-ban d'Angers que « fort âgé il servira néanmoins en habillement de brigandine, si possible lui est, mais qu'il est si pauvre qu'il n'a de quoi avoir habillement, » n'appartenait pas plus à la famille précédente que Renée, dite d'Ampoigné, mariée en 1607 à Guillaume Ernoul et mère d'un enfant, dont Marguerite d'Ampoigné était marraine.

### Famille Cheorchin
Vers 1250, la terre d'Ampoigné devint la propriété des Chéorchin, une famille d'ancienne chevalerie qui a laissé son nom à La Motte-Sorchin de Cosmes.
En 1250, au plus tard, la terre d'Ampoigné était passée à Jean Chéorchin, mari de Mathée de Coesmes, père de Jean Chéorchin, et grand-père de Payen Chéorchin, qui fut bienfaiteur de l'abbaye de la Roë, et avait épousé, dit-on, Jeanne de Château-Gontier, longtemps après l'extinction de ce nom dans la branche aînée.
- Gervais Chéorchin, seigneur d'Ampoigné, fit un accord en l'an 1300 avec l'abbé de Clermont pour des biens situés au Genest.
- En 1328, Guillaume Cheorchin - qui figure au cartulaire des Bons-Hommes d'Angers - mourut en laissant ses biens, y compris cette terre, à son unique héritière, sa sœur Jeanne, qui avait épousé Jean de Quatrebarbes,  seigneur de La Membrolle.

### Famille La Tour-Landry

Armes des Quatrebarbes : de sable à la bande d'argent accompagnée de 2 cotices de même.

Vers la fin du XIVe siècle, Marguerite d'Auvers, veuve de Jean de Quatrebarbes, reçut la terre d'Ampoigné en douaire et Marie de Couliette, veuve de Gilles de Quatrebarbes, en rendait aveu à Château-Gontier, en 1413 et 1414.
- Marie de Couliette épousa, en secondes noces, Guillaume d'Avaugour, l'un des plus fidèles serviteurs de Charles VII. Il figure en effet au nombre des hommes d'armes attachés à la personne du dauphin et participe à l'expédition qui va secourir la place de Saint-Florentin, près d'Auxerre, attaquée par le duc de Bourgogne. Veuf de Marie de Couliette, il épousa Blanche de la Tour-Landry qui dut se faire rembourser des sommes importantes prêtées au roi de France par son époux qui mourut en 1447. En 1434, d'Avaugour avait des prétentions sur la seigneurie d'Ampoigné, et il réussit à obtenir, de Jean II d'Alençon, une dispense de garde à Château-Gontier. En 1435, Louis de La Tour-Landry, mari de Jeanne de Quatrebarbes, rendait lui-même aveu de la terre d'Ampoigné.

Armes de La Tour-Landry : D'or à une fasce de gueules crénelée de 3 pièces et maçonnée de sable

- Louis de la Tour-Landry posséda Ampoigné du chef de Jeanne de Quatrebarbes, sa femme, et en rendait lui-même aveu en 1435. Sa veuve, bienfaitrice de l'abbaye de Champagne, 1455, citée aux assises de Château-Gontier, 1456, fit son testament en 1459.
- Christophe de la Tour-Landry, à qui René avait cédé son droit d'aînesse, fut seigneur d'Ampoigné, 1463, mais mourut sans enfants, laissant la terre à Louis de la Tour-Landry, son frère puîné, qui de Catherine Gaudin n'eut qu'une fille, Françoise de la Tour-Landry, mariée à Hardouin de Maillé, dit de la Tour-Landry. Hardouin X de Maillé (1462-1524), (seigneur de Benais), épousa le 30 juillet 1494 Françoise de La Tour-Landry, héritière de sa famille, et transmit à sa descendance le nom et la terre de la Tour-Landry[2].

### Famille de Maillé de la Tour-Landry
- Jean de Maillé de la Tour-Landry, leur fils, rendit aveu d'Ampoigné, 1526, 1561, et laissa cette terre à son fils puîné, René de Maillé de la Tour-Landry, qui par son imprudence et son « mauvais mesnage » perdit cette terre pour la famille. Il ne se maria pas, mais eut deux bâtards, dont l'un, Victor, fut curé de Maisoncelles ; ayant soutenu un long procès contre Claude d'Avaugour, dame de la Ferrière[3], et l'ayant repris plus tard contre ses héritiers, il vit saisir Ampoigné et ses dépendances en 1595.
- Raphaël, son frère, est aussi cité dans les actes du temps, mais ce fut Charles, son neveu, fils de François de Maillé, aîné de la famille, qui essaya de retirer la châtellenie sur les créanciers. Il obtint même de Henri IV, baron de Château-Gontier, remise des droits de vente (1598) ; mais il fut tué en duel à Paris, en 1605. Urbain de Laval Boisdauphin, maréchal de France, au nom de son fils, voulut aussi réclamer la propriété, 1599, sans résultat.

### Famille d'Héliand
La Famille d'Héliand est famille noble que les déclarations de 1667 font remonter à Adam Héliand, seigneur du Vivier, paroisse de Challes, vivant vers 1450. Elle porte : d'or à 3 aigles d'azur, membrées, becquées de gueules. Elle posséda en Mayenne les seigneuries paroissiales d'Ampoigné, Chantrigné, Molières, Saint-Fraimbault-de-Prières, Saint-Loup-du-Gast, et les domaines d'Autheu, Ingrandes, etc. 
En 1606, René de La Tour-Landry rédigea un acte de vente de la propriété en faveur de Jean et Julien Guilloteau mais ce fut Jean d'Héliand, secrétaire du roi, qui finit par en devenir acquéreur en 1609. Ses descendants conservèrent la seigneurie d'Ampoigné et en prirent bien souvent le nom ou le surnom.
- René d'Héliand, fils de l'acquéreur. Né le 24 septembre 1601, marié le 10 mars 1629 à Jeanne de Dommaignéné le 24 septembre 1601, marié le 10 mars 1629 à Jeanne de Dommaigné et le 30 novembre 1639, par contrat du 30 novembre 1639, à Louise du Breuil, fille du seigneur d'Ingrandes. Il servit comme capitaine d'infanterie dans la cavalerie sous le comte Strozzi, en Allemagne, puis sous le maréchal de France Louis II de Marillac ; il fut capitaine au régiment de Lemont, et peu après eut mission de lever une compagnie de cent hommes. Après un long service, il se retira à Ampoigné. Le roi lui écrit de Saumur, le 12 février 1652, « qu'il compte sur son dévouement pour réduire les rebelles à leur devoir. »  Capitaine d'infanterie au régiment de Strozzi, puis lieutenant au régiment du Dauphin, gouverneur de Verdun, maintenu le 19 avril 1635 avec Antoine et Charles, ses frères, vivait encore en 1690. Il testa le 13 juillet 1656 et fut inhumé dans le même tombeau que ses deux femmes. On lisait encore quelques mots de leur épitaphe, au milieu du XIXe siècle, dans le chœur de l'Église Saint-Jean-Baptiste d'Ampoigné.

Il eut de nombreux enfants de ses deux femmes et mourut à Ampoigné en 1659.
En 1652, M. d'Héliand prétendait au droit d'avoir, comme seigneur d'Ampoigné, un poteau à ses armes à Chemazé. Édifié par la famille d'Héliand au XVIIe siècle, le château d'Ampoigné comporte deux tourelles rondes qui montent la garde de chaque côté du portail d'entrée. Le corps de logis, composé d'un rez-de-chaussée, d'un étage et de combles, est doté d'un fronton triangulaire lui-même précédé d'un escalier à double rampe. Sur le fronton on peut remarquer ce qui reste d'un double écusson, mutilé et encadré de feuillages. L'intérieur du château renferme un escalier monumental qui conserve, au rez-de-chaussée, un très original arc rampant.
- René d'Héliand, héritier principal, marié, en 1665 ou plus tôt, à Marguerite Lefebvre, fut inhumé dans le caveau de famille, le 26 janvier 1676. Sa veuve se remaria en 1682 avec M. de Chenedé. Les enfants héritèrent de la fortune paternelle et aussi de la baronnie d'Ingrandes et d'Azé par extinction de la famille de leur aïeule.

Vers 1688, Jean Leroux, adressait un mémoire concernant la Mine d'or du Château d'Ampoigné.
- René Claude d'Héliand, qui était l'aîné depuis son mariage (1692) avec Philippe de Hardouin, fille du seigneur de la Girouardière, commença à délaisser le château d'Ampoigné pour habiter à Château-Gontier dans la paroisse de Saint-Jean l'Évangéliste. C'est dans cette église que fut inhumée le 17 octobre 1752, sa femme, veuve depuis 1727.
- Pierre-Philippe d'Héliand, qui leur succéda, devint encore seigneur de Mollières par son mariage (1730)/ Il fut inhumé dans l'Église Saint-Jean-l'Évangéliste de Château-Gontier en 1771. Seigneur d'Ampoigné, il fut lieutenant au régiment d'Anvers, marié le 15 juin 1730 à Renée de Juigné, dame de Molière et de l'Ile-du-Gast ; sa veuve fut inhumée au cimetière de l'Église Saint-Jean-Baptiste de Château-Gontier en 1786.
- De leurs enfants, Georges-Jacques-Camille, qui demeurait à l'Echasseraie, en N.-D. d'Allençon (Anjou), s'allia avec la fille de Marie-Urbain-Charles de la Tour-Landry ;
- Henri-René d'Héliand, officier aux gardes-françaises, chevalier de l'ordre de Saint-Louis et de l'ordre de Saint-Lazare, mourut sans alliance ;
- Pierre d'Héliand est dit Baron d'Ingrandes, enseigne aux gardes-françaises, époux de Marie Guérin, chevalier de l'ordre de Saint-Louis, reçu dans l'ordre de Saint-Lazare, 1768, commandeur, 1787, demeurant en son Château du Vivier des Landes (Courcelles-de-Touraine)[7].
- Augustin-Pierre d'Héliand, l'aîné, fut seigneur d'Ampoigné et de l'île du Gast. Il épouse à Grenoux en 1771 Élisabeth-Victoire-Éléonore de Montécler. Un de leurs enfants naît à l'Ile-du-Gast en 1777. L'aîné, baptisé à Grenoux le 17 octobre 1771, épousa le 17 floréal an II Françoise-Adélaïde Gallery de la Tremblaye et mourut au château de l'Ile, le 18 septembre 1837, laissant Pierre-Georges d'Héliand, comte d'Héliand, marié à Marie-Pauline de Quatrebarbes.
- Hyacinthe-Marie d'Héliand, sa fille, fut mariée à Emmanuel Bernouilli, fils du mathématicien Jean Bernoulli ; elle mourut à Ampoigné le 30 avril 1835

En 1885, la terre et le château devenaient la propriété de la famille de Champagné.

## Mine d'or du château d'Ampoigné
Au XVIIe siècle, certains ont prétendu que le puits du château d'Ampoigné contenait une mine d'or. En effet, vers 1688, Jean Leroux, ancien officier du grenier à sel de Pouancé, adressait un mémoire à l'intendant de Tours dans lequel il assurait que le précieux minerai existait dans le puits du château. L'intendant transmit à son tour le fameux mémoire au contrôleur-général ; il a pu croire à la présence d'une mine d'or dans le puits d'Ampoigné. Chargé d'apporter la preuve de ses dires, Leroux fit descendre dans ce puits « un pauvre homme, alors que les eaux étaient basses, sous prétexte de retrouver son écuelle tombée par mégarde ». On raconte que l'écuelle put être remontée et rapportée « pleine d'un sable mêlé de mine d'or ». Entièrement satisfait de cette découverte, Leroux envoya l'écuelle et son contenu à l'intendant avec le conseil de « ne pas s'en rapporter au seigneur d'Ampoigné », simple gentilhomme, plus attaché à sa propriété qu'à l'intérêt du roi, lequel, en vertu de l'article 6 de la Coutume d'Anjou, avait droit sur toutes les mines d'or et d'argent du royaume. Cette découverte n'eut toutefois pas de suite. L'abbé Angot note qu'on lui a signalé que le terrain pouvait contenir du sulfure de fer qui aurait plus ou moins un aspect doré.